# Посадників Остров
Посадників Остров (рос. Посадников Остров) — село у Кіриському районі Ленінградської області Російської Федерації.
Населення становить 25 осіб. Належить до муніципального утворення Кусінське сільське поселення.

## Історія
Згідно із законом від 1 вересня 2004 року № 49-оз органом  місцевого самоврядування є Кусінське сільське поселення.

## Населення
| 1838 | 1862 | 1885 | 1928 | 1965 | 1997 | 2002 |
| ---- | ---- | ---- | ---- | ---- | ---- | ---- |
| 411  | ↗507 | ↘456 | ↗684 | ↘205 | ↘52  | ↗91  |
| 2007 | 2010 | 2017 |      |      |      |      |
| ↘30  | ↗81  | ↘25  |      |      |      |      |